# Boornzwaag over de Wielen
Boornzwaag over de Wielen (Fries: Boarnsweach oer de Wielen) is een buurtschap en gebied in de gemeente De Friese Meren, in de Nederlandse provincie Friesland.
Het ligt ten zuiden van Uitwellingerga en ten noorden van Boornzwaag, waaronder het ook valt. Het gebied is ontstaan en gevormd tussen de 16e en 18e eeuw door verschillende (dijk)doorbraken door het water. Het gebied was daarvoor een direct onderdeel van het dorp Boornzwaag.
Nadat het een groot deel van het dorp was verzwolgen, ligt het gebied aan de andere kant van de Langweerderwielen. Het vormt wel het buitengebied van Boornzwaag. De plaatsnaam verwijst dan ook naar het feit dat het aan de andere kant van de Langweerderwielen is gelegen. De buurtschap wordt gevormd door verspreide boerderijen en huizen over het hele gebied. In het gebied zelf zijn er ook nog twee wielen, de Bokkewiel en het Gravepoeltje.
Hoofdplaats: Joure     Stad: Sloten

Dorpen en gehuchten: Akmarijp · Bakhuizen · Balk · Bantega · Boornzwaag · Broek · Delfstrahuizen · Dijken · Doniaga · Echten · Echtenerbrug · Eesterga · Elahuizen · Follega · Goingarijp · Harich · Haskerhorne · Idskenhuizen · Kolderwolde · Langweer · Legemeer · Lemmer · Mirns · Nijehaske · Nijemirdum · Oldeouwer · Oosterzee · Oudega · Oudehaske · Oudemirdum · Ouwster-Nijega · Ouwsterhaule · Rijs · Rohel · Rotstergaast · Rotsterhaule · Rottum · Ruigahuizen · Scharsterbrug · Sint Nicolaasga · Sintjohannesga · Snikzwaag · Sondel · Terhorne · Terkaple · Teroele · Tjerkgaast · Vegelinsoord · Wijckel

Buurtschappen: Ballingbuur · Bargebek · Boornzwaag over de Wielen · Brekkenpolder · Commissiepolle · De Rijlst · Delburen · Finkeburen · Heide · Hooibergen · Nieuw Amerika · Onland · Schoterzijl (deels) · Schouw · Spannenburg · Tacozijl · Trophorne · Tweehuis · Vierhuis · Vrisburen · Westerend-Harich · Zevenbuurt

Friesland: Steden en dorpen      Nederland: Provincies · Gemeenten